# Survivor Series (1995)
Survivor Series 1995 fue la novena edición anual de Survivor Series, un evento pago por visión de lucha libre profesional producido por la World Wrestling Federation (WWF). Tuvo lugar el 19 de noviembre de 1995 desde el USAir Arena en Landover, Maryland.

## Resultados
- Dark match: The Smokin' Gunns (Billy & Bart) derrotaron a The Public Enemy (Rocco & Johnny).
- (4 on 4) Traditional Survivor Series Elimination match: The Bodydonnas (Skip, Rad Radford, Tom Prichard y The 1-2-3 Kid) derrotaron a The Underdogs (Marty Jannetty, Hakushi, Barry Horowitz y Bob Holly) (18:45).

| N.º de eliminación | Luchador                   | Equipo                     | Eliminado por              | Técnica de eliminación                         | Tiempo                     |
| ------------------ | -------------------------- | -------------------------- | -------------------------- | ---------------------------------------------- | -------------------------- |
| 1                  | Tom Prichard               | The Bodydonnas             | Bob Holly                  | " Flying Crossbody"                            | 5:17                       |
| 2                  | Bob Holly                  | The Underdogs              | Skip                       | "Roll-Up"                                      | 5:23                       |
| 3                  | Hakushi                    | The Underdogs              | Rad Radford                | "Spinning Heel Kick" en la nuca (de 1-2-3 Kid) | 8:10                       |
| 4                  | Rad Radford                | The Bodydonnas             | Barry Horowitz             | "Cravate cradle pin"                           | 11:26                      |
| 5                  | Barry Horowitz             | The Underdogs              | 1-2-3 Kid                  | "Snap Legdrop"                                 | 12:25                      |
| 6                  | Skip                       | The Bodydonnas             | Marty Jannetty             | "Superbomb"                                    | 15:02                      |
| 7                  | Marty Jannetty             | The Underdogs              | 1-2-3 Kid                  | Tras una interferencia de Sid                  | 18:45                      |
| Superviviente      | 1-2-3 Kid (The Bodydonnas) | 1-2-3 Kid (The Bodydonnas) | 1-2-3 Kid (The Bodydonnas) | 1-2-3 Kid (The Bodydonnas)                     | 1-2-3 Kid (The Bodydonnas) |
- (4 on 4) Traditional Eliminator Survivor Series match: Bertha Faye, Aja Kong, Tomoko Watanabe y Lioness Asuka (c/Harvey Wippleman) derrotaron a Alundra Blayze, Kyoko Inoue, Sakie Asegawa y Chaparita ASARI (10:01).

| N.º de eliminación | Luchador             | Equipo               | Eliminado por        | Técnica de eliminación   | Tiempo               |
| ------------------ | -------------------- | -------------------- | -------------------- | ------------------------ | -------------------- |
| 1                  | Lioness Asuka        | Team Faye            | Alundra Blayze       | "German Suplex"          | 1:41                 |
| 2                  | Sakie Hasegawa       | Team Blayze          | Aja Kong             | "Back Suplex"            | 3:58                 |
| 3                  | Chaparita Asari      | Team Blayze          | Aja Kong             | "Flying Splash"          | 4:25                 |
| 4                  | Kyoko Inoue          | Team Blayze          | Aja Kong             | "Banzai Drop"            | 5:02                 |
| 5                  | Tomoko Watanabe      | Team Faye            | Alundra Blayze       | "Piledriver"             | 6:30                 |
| 6                  | Bertha Faye          | Team Faye            | Alundra Blayze       | "Bridging German Suplex" | 7:11                 |
| 7                  | Alundra Blayze       | Team Blayze          | Aja Kong             | Uraken Punch             | 10:01                |
| Superviviente      | Aja Kong (Team Faye) | Aja Kong (Team Faye) | Aja Kong (Team Faye) | Aja Kong (Team Faye)     | Aja Kong (Team Faye) |
- Goldust derrotó a Bam Bam Bigelow (8:18).
  - Goldust cubrió a Bigelow tras un "Running Bulldog".

- (4 on 4) Traditional Eliminator Survivor Series match: The Darkside (The Undertaker, Savio Vega, Fatu y Henry Godwinn) (c/Paul Bearer) derrotaron a The Royals (King Mabel, Jerry Lawler, Isaac Yankem y Hunter Hearst Helmsley) (14:21).

| N.º de eliminación | Luchador                                                    | Equipo                                                      | Eliminado por                                               | Técnica de eliminación                                      | Tiempo                                                      |
| ------------------ | ----------------------------------------------------------- | ----------------------------------------------------------- | ----------------------------------------------------------- | ----------------------------------------------------------- | ----------------------------------------------------------- |
| 1                  | Jerry Lawler                                                | The Royals                                                  | The Undertaker                                              | "Tombstone Piledriver"                                      | 12:19                                                       |
| 2                  | Isaac Yankem                                                | The Royals                                                  | The Undertaker                                              | "Tombstone Piledriver"                                      | 12:50                                                       |
| 3                  | Hunter Hearst Helmsley                                      | The Royals                                                  | The Undertaker                                              | "Chokeslam"                                                 | 13:35                                                       |
| 4                  | King Mabel                                                  | The Royals                                                  | Nadie                                                       | Cuenta Fuera                                                | 14:21                                                       |
| Supervivientes     | Undertaker, Savio Vega, Fatu & Henry Godwinn (The Darkside) | Undertaker, Savio Vega, Fatu & Henry Godwinn (The Darkside) | Undertaker, Savio Vega, Fatu & Henry Godwinn (The Darkside) | Undertaker, Savio Vega, Fatu & Henry Godwinn (The Darkside) | Undertaker, Savio Vega, Fatu & Henry Godwinn (The Darkside) |
- (4 on 4) Traditional Eliminator Survivor Series match: Shawn Michaels, Ahmed Johnson, The British Bulldog y Sycho Sid (c/Ted DiBiase y Jim Cornette) derrotaron a Yokozuna, Owen Hart, Razor Ramon y Dean Douglas (27:24).

| N.º de eliminación | Luchador                                                        | Equipo                                                          | Eliminado por                                                   | Técnica de eliminación                                          | Tiempo                                                          |
| ------------------ | --------------------------------------------------------------- | --------------------------------------------------------------- | --------------------------------------------------------------- | --------------------------------------------------------------- | --------------------------------------------------------------- |
| 1                  | Dean Douglas                                                    | Team Yokozuna                                                   | Shawn Michaels                                                  | "Roll up" tras ser atacado por Razor Ramon                      | 7:30                                                            |
| 2                  | Sycho Sid                                                       | Team Michaels                                                   | Razor Ramon                                                     | "Sweet Chin Music" (De Michaels)                                | 16:18                                                           |
| 3                  | Owen Hart                                                       | Team Yokozuna                                                   | Ahmed Johnson                                                   | "Sit-down Powerbomb"                                            | 21:49                                                           |
| 4                  | Razor Ramon                                                     | Team Yokozuna                                                   | British Bulldog                                                 | "Running Powerslam"                                             | 24:08                                                           |
| 5                  | Yokozuna                                                        | Team Yokozuna                                                   | Ahmed Johnson                                                   | "Splash"                                                        | 27:24                                                           |
| Supervivientes     | Shawn Michaels, Ahmed Johnson & British Bulldog (Team Michaels) | Shawn Michaels, Ahmed Johnson & British Bulldog (Team Michaels) | Shawn Michaels, Ahmed Johnson & British Bulldog (Team Michaels) | Shawn Michaels, Ahmed Johnson & British Bulldog (Team Michaels) | Shawn Michaels, Ahmed Johnson & British Bulldog (Team Michaels) |
- Bret Hart derrotó a Diesel en un No Disqualification match ganando el Campeonato de la WWF (24:54).
  - Bret cubrió a Diesel con un "Small package" tras pretender dejarlo inconsciente.
  - Tras el combate, Diesel atacó a los árbitros que llegaban y aplicó a Bret su "Jacknife Powerbomb" dos veces.

## Otros roles
| Comentaristas - Vince McMahon - Jim Ross - Mr. Perfect Comentaristas en español - Carlos Cabrera - Hugo Savinovich Árbitros - Jack Doan - Earl Hebner - Mike Chioda - Tim White | Entrevistadores - Todd Pettengill Otros - Albert DeFrusia - Anunciador [cita requerida] |